# بيبا هايوارد
بيبا هايوارد (بالإنجليزية: Pippa Hayward)‏ هي لاعب هوكي الحقل نيوزيلندية، ولدت في 23 مايو 1990 في دنيدن في نيوزيلندا.

## وصلات خارجية
- بيبا هايوارد على موقع أوليمبيديا (الإنجليزية)
- بيبا هايوارد على موقع اللجنة الأولمبية النيوزيلندية (الإنجليزية)